# Chitãozinho & Xororó (álbum de 1995)
Chitãozinho & Xororó é o décimo-nono álbum de estúdio da dupla brasileira de música sertaneja Chitãozinho & Xororó, lançado em 1995. O álbum traz os sucessos "Página de Amigos", "Um Homem Quando Ama" (versão em português da canção "Have You Ever Really Loved a Woman?", de Bryan Adams) e "Bailão de Peão", que mais tarde entrou para a trilha sonora da 3ª temporada de Malhação. A canção "Só Quem Amou Demais" entrou para a trilha sonora da novela Vira Lata, exibida pela Rede Globo. O álbum vendeu cerca de 900 mil cópias e recebeu um disco de platina triplo.

## Faixas
| N.º | Título                                                      | Compositor(es)                                                                      | Duração |  |
| 1.  | "Vez Em Quando Vem Me Ver"                                  | Carlos Randall / Danimar                                                            | 3:35    |  |
| 2.  | "Um Homem Quando Ama (Have You Ever Really Loved a Woman?)" | Bryan Adams / Michael Kamen / Robert Lange (versão: Darci Rossi / Maulívio Pereira) | 4:51    |  |
| 3.  | "Loira Gelada"                                              | Maria da Paz / Nino                                                                 | 3:22    |  |
| 4.  | "Página de Amigos"                                          | Rick / Alexandre                                                                    | 3:37    |  |
| 5.  | "Doce Pecado"                                               | Carlos Randall / Danimar                                                            | 3:39    |  |
| 6.  | "Só Quem Amou Demais"                                       | Fátima Leão / Alexandre / Netto                                                     | 3:55    |  |
| 7.  | "Feito Eu"                                                  | Rick / Alexandre                                                                    | 3:43    |  |
| 8.  | "Bailão de Peão"                                            | Maria da Paz / Nino                                                                 | 3:29    |  |
| 9.  | "Bandido é o Coração"                                       | César Augusto / Piska                                                               | 3:55    |  |
| 10. | "Cara a Cara, Frente a Frente"                              | Chitãozinho / César Augusto                                                         | 3:52    |  |
| 11. | "Chorei"                                                    | Olinto Muniz / Danimar                                                              | 3:58    |  |
| 12. | "Só Mais Uma Vez"                                           | Tivas / Carlos Randall                                                              | 3:34    |  |
| 13. | "Parece Sonho"                                              | Darci Rossi / Xororó                                                                | 3:59    |  |
| 14. | "Ciumento Demais"                                           | César Augusto / Xororó                                                              | 3:45    |  |